# Tryduby
Tryduby (ukrainisch Тридуби; russisch Тридубы Triduby, polnisch Tryduby) ist ein Dorf im Nordwesten der ukrainischen Oblast Mykolajiw mit etwa 2100 Einwohnern (2001).
Das zu Beginn des 18. Jahrhunderts gegründete Dorf liegt auf einer Höhe von 149 m 16 km nördlich vom ehemaligen Rajonzentrum Krywe Osero und etwa 210 km nordwestlich vom Oblastzentrum Mykolajiw.
Am 12. Juni 2020 wurde das Dorf ein Teil der neugegründeten Siedlungsgemeinde Krywe Osero, bis dahin bildete es zusammen mit dem südlich gelegenen Dorf Sorotschynka (Сорочинка) die gleichnamige Landratsgemeinde Tryduby (Тридубівська сільська рада/Trydubiwska silska rada) im Norden des Rajons Krywe Osero.
Am 17. Juli 2020 kam es im Zuge einer großen Rajonsreform zum Anschluss des Rajonsgebietes an den Rajon Perwomajsk.